# David Gilmour Live 1984
David Gilmour Live 1984 je videozáznam koncertu britského kytaristy a zpěváka Davida Gilmoura, známého především jako člena skupiny Pink Floyd. Video bylo vydáno na VHS v září 1984.
Tento videozáznam byl natočen na třech koncertech v londýnském The Hammersmith Odeon na konci dubna 1984 během Gilmourova turné k desce About Face. Jako host zde vystoupil i Nick Mason, který hrál na bicí v přídavku. VHS kromě koncertu obsahuje i dva videoklipy a dokument Beyond The Floyd včetně rozhovoru s Davidem Gilmourem. Video vyšlo na VHS pouze v USA, v současnosti se žádná reedice na DVD nebo BD neplánuje.

## Seznam skladeb
1. „Until We Sleep“ (Gilmour)
2. „All Lovers Are Deranged“ (Gilmour/Townshend)
3. „There's No Way Out of Here“ (Gilmour/Baker)
4. „Short and Sweet“ (Gilmour/Harper)
5. „Run Like Hell“ (Gilmour/Waters)
6. „Out of the Blue“ (Gilmour)
7. „Blue Light“ (Gilmour)
8. „Murder“ (Gilmour)
9. „Comfortably Numb“ (Gilmour/Waters)

### Videoklipy
1. „Blue Light“ (Gilmour)
2. „All Lovers Are Deranged“ (Gilmour/Townshend)

## Obsazení
- David Gilmour – kytary, zpěv
- Mick Ralphs – kytary, vokály
- Mickey Feat – baskytara, vokály, zpěv
- Raphael Ravenscroft – saxofon, klávesy, perkuse
- Gregg Dechart – klávesy, vokály
- Chris Slade – bicí
- Jody Linscott – perkuse
- Roy Harper – zpěv (4), perkuse (9)
- Nick Mason – bicí (9)